# Csongor Olteán
Csongor Olteán (ur. 8 kwietnia 1984 w Sfântu Gheorghe) – węgierski lekkoatleta specjalizujący się w rzucie oszczepem.
Dwukrotny uczestnik mistrzostw świata: Osaka 2007 oraz Berlin 2009. Trzy razy stawał na najwyższym stopniu podium mistrzostw Węgier. Reprezentant kraju m.in. w pucharze Europy oraz igrzyskach olimpijskich (Pekin 2008, nie zaliczył żadnego rzutu w eliminacjach i odpadł z dalszej rywalizacji). Rekord życiowy: 80,01 (2 sierpnia 2009, Budapeszt).

## Osiągnięcia
| Rok  | Impreza                              | Miejsce   | Lokata            | Wynik |
| ---- | ------------------------------------ | --------- | ----------------- | ----- |
| 2002 | Mistrzostwa świata juniorów          | Kingston  | el. - 13. miejsce | 58,51 |
| 2003 | Mistrzostwa Europy juniorów          | Tampere   | 6. miejsce        | 68,24 |
| 2007 | I liga pucharu Europy                | Mediolan  | 2. miejsce        | 75,45 |
| 2007 | Mistrzostwa świata                   | Osaka     | el. - 35. miejsce | 64,44 |
| 2009 | I liga drużynowych mistrzostw Europy | Bergen    | 6. miejsce        | 77,09 |
| 2009 | Mistrzostwa świata                   | Berlin    | el. - 15. miejsce | 78,46 |
| 2010 | I liga drużynowych mistrzostw Europy | Budapeszt | 3. miejsce        | 75,40 |
| 2010 | Mistrzostwa Europy                   | Barcelona | el. – 13. miejsce | 76,53 |